# Nelsonioideae
Nelsonioideae, potporodica primogovki. Postoji nekoliko rodova, godine 2021. opisan je šesti rod Aymoreana.

## Opis
Nelsonioideae se sastoji od 7 rodova i c. 175 vrsta i karakteriziran je odsutnošću cistolita u epidermalnim stanicama, silaznom kohlearnom estivacijom režnjeva vjenčića, više od 4 ovula po jajniku i bjelančevinastim sjemenkama kojima nedostaju funikuli (Scotland & Vollesen 2000; McDadeet al. 2012).
Taksonomski prikaz Acanthaceae potpoprodice Nelsonioideae na temelju morfoloških i filogenetskih podataka tretira (2014. godine) pet rodova sa 172 vrste: Anisosepalum (3), Elytraria (21), Nelsonia (2), Saintpauliopsis (1) i Staurogyne (145). Druga dva trenutno priznata roda, Gynocraterium i Ophiorrhiziphyllon, uključena su u Staurogyne, a predložene su nove kombinacije, Staurogyne guianensis i S. macrobotrya. O vjerojatnim apomorfnim i drugim dijagnostičkim makro- i mikromorfološkim karakteristikama raspravlja se u odnosu na potporodicu i rodove. Karakteristike cvata, androecija (osobito peluda) i sjemena pokazuju važan filogenetski i dijagnostički signal. Ključ za rodove, generički opisi i rasprave, ilustracije i karte rasprostranjenosti dani su. Popisi trenutno priznatih vrsta za svaki rod uključuju sinonime i distribuciju po zemlji.
Habitus. Vrste Nelsonioideae su ili zeljaste biljke ili grmovi. Uglavnom su kopnene, ali i epifitske ili epipetričke biljke poznate su u Anisosepalum i Saintpauliopsis i vjerojatno se sporadično pojavljuju u drugim rodovima. Biljke variraju u trajanju od jednogodišnjih do višegodišnjih. Jednogodišnje biljke očito nisu uobičajene.

## Rodovi
1. Nelsonia R. Br. (3 spp.)
2. Elytraria Rich. ex Michx. (22 spp.)
3. Aymoreana Braz, T. F. Daniel & Kiel (1 sp.)
4. Anisosepalum E. Hossain (3 spp.)
5. Saintpauliopsis Staner (1 sp.)
6. Staurogyne Wall. (152 spp.)